# Матвіївка (Градизький район)
Матвіївка — колишнє село на Полтавщині, яке колись розташовувалось на правому березі р. Сули. Було зняте з обліку на початку 1960-х років у зв'язку з утворенням Кременчуцького водосховища.

## З історії
У XVII ст. існувало, як вільне козацьке село. В час правління гетьмана Івана Мазепи селом заволодів Василь Пиковець, лукомський сотник. Після його смерті заволодів селом іркліївський сотник Славуй Требинський. У 1729 р. в селі було 25 дворів і воно належало до Чигрин-Дубровської сотні та пізніше Жовнинської сотні Лубенського полку. 
У 1762 році у селі була церква Василія Великого, а у 1813 - Олександро-Невська
Зі скасуванням полково-сотенного устрою на Лівобережній Україні село Матвіївка перейшло до Городиського повіту Київського намісництва.
Село є на мапі 1800 року.
Від початку ХІХ ст. Матвіївка у складі Золотоніського повіту Полтавської губернії. Пізніше також у Жовнинській волості цього повіту.
У радянський період в 1920-х роках село Матвіївська сільська Рада входила до Вереміївського району Золотоніського округу Полтавської губернії та пізніше до Жовнинського району Кременчуцького округу.
Станом на 1946 рік Матвіївка мала власну сільську Раду у складі Градизького району Полтавської області до якої також входив хутір Кизивер (знаходився на північ від села, пізніше також затоплений).
На початку 1960-х років село Матвіївка нетривалий час було у складі Глобинського району у якому і було зняте з обліку.
Із затопленням села водами Кременчуцького водосховища більшість мешканців виселили до переселеного неподалік, на захід сусіднього села Кліщинці.